# Roland Penrose
Sir Roland Algernon Penrose CBE, Kt (Saint-John's Wood, Londres, 14 d'octubre de 1900 - Chiddingly, East Sussex, 23 d'abril de 1984) va ser un artista, historiador i poeta anglès. Va ser un important promotor i col·leccionista d'art contemporani i un associat dels surrealistes al Regne Unit.

## Biografia
El pare de Roland Penrose, James Doyle Penrose (1862-1932) va ser un conegut pintor de retrats i la seva mare, Elizabeth Josephine Peckover, era filla del Baró Peckover, un acabalat banquer quàquer. Va ser el tercer de quatre germans: el seu germà major va ser el metge genetista Lionel Penrose
Roland va créixer en una estricta quàquera de la família a Watford i va ser educat a la Leighton Park School, Reading (Berkshire). Després d'estudiar arquitectura al Queen's College de la Universitat de Cambridge, Penrose va canviar a la pintura i es va traslladar a França, on va viure des de 1922 i es va casar amb la seva primera esposa, Valentine Boué. Durant aquest període es va fer amic de Pablo Picasso, Wolfgang Paalen i Max Ernst; aquest darrer tindria gran influència en el seu treball, igual que sobre major part dels surrealistes.
Penrose va tornar a Londres el 1936 i va ser un dels organitzadors de l'Exposició Surrealista Internacional de Londres, que va donar lloc a la creació del moviment surrealista anglès. Penrose es va establir a Hampstead (Camden), on va ser el centre de la comunitat d'avantguarda britànica i va obrir una galeria a Cork Street, Londres, on va promoure els surrealistes, així com els amics de Henry Moore, Barbara Hepworth, Ben Nicholson i Naum Gabo. Penrose va encarregar una escultura de Moore per Hampstead, que es va convertir en el focus d'una campanya de premsa contra l'art abstracte. El 1938 Penrose va organitzar una itinerància del Guernica de Picasso que va recaptar fons per al govern republicà d'Espanya. El matrimoni Penrose-Boué es va trencar el 1934; es van divorciar el 1937. El 1939 Penrose havia començat la seva relació amb la model i fotògrafa Lee Miller, amb qui finalment es va casar el 1947. Vivien al número 21 de Downshire Hill, Hampstead, NW3 Londres, on actualment es pot veure una placa commemorativa.
Com a quàquer, Penrose era pacifista, però després de l'esclat de la Segona Guerra Mundial es va oferir com a guardià antiaeri i després va ensenyar camuflatge militar al centre de formació de la Guàrdia Nacional a Osterley Park, on va escriure el manual de la Guàrdia Nacional de camuflatge. Això va portar a Penrose a ser comissionat com a capità dels Royal Engineers i treballar com a professor titular a una scola de camuflatge a Norwich. Ell era un membre del personal a principis de la "Desenvolupament de camuflatge i el Centre de Formació", situat al Castell de Farnham a Surrey.
Penrose també va ser influent en la difusió i reconeixement a tot Europa molts artistes, així com i l'oferta de treball i l'allotjament a Anglaterra o als EUA d'altres com Kurt Schwitters i Salvador Dalí. Va escriure els pròlegs dels llibres Poems from the Catalan, de Joan Brossa i Antoni Tàpies, i Poemes objecte, del poeta català (1978).

## Premis i reconeixements
El 1960 li van atorgar l'Orde de l'Imperi Britànic amb el grau de comandant. El 1966 la reina Elizabeth II l'armà cavaller pels seus serveis a les arts plàstiques. La Universitat de Sussex li va atorgar el doctorat honoris causa en Lletres el 1980.